# Miguel Martins
Miguel Soares Martins, más conocido como Miguel Martins, (Oporto, 4 de noviembre de 1997) es un jugador de balonmano portugués que juega de central en el Aalborg HB. Es internacional con la selección de balonmano de Portugal.
Su primer gran campeonato con la selección fue el Campeonato Europeo de Balonmano Masculino de 2020.
Se quedó sin disputar el Campeonato Mundial de Balonmano Masculino de 2025, tras dar positivo por dopaje antes del comienzo del mismo. Un mes después le levantaron la sanción y volvió a los entrenamientos con su club, el Aalborg danés, y posteriormente lo hizo también con la selección portuguesa.

## Palmarés

### Oporto
- Andebol 1 (3): 2015, 2019, 2021
- Copa de Portugal de balonmano (2): 2019, 2021
- Supercopa de Portugal de balonmano (1): 2019

### Pick Szeged
- Liga húngara de balonmano (1): 2022

## Clubes
| Club           | País      | Año         |
| -------------- | --------- | ----------- |
| FC Oporto      | Portugal  | 2014 - 2021 |
| SC Pick Szeged | Hungría   | 2021 - 2024 |
| Aalborg HB     | Dinamarca | 2024 - Act. |